# Marquette (Michigan)
Marquette è una città statunitense dello stato del Michigan, nella contea di Marquette, della quale è la capitale. È la città più popolosa della Penisola superiore del Michigan ed ha il porto principale del Lago Superiore, sul quale si affaccia, specialmente per il trasporto di minerale di ferro. Con una media annua di precipitazioni nevose di 378 cm è, secondo la National Oceanic and Atmospheric Administration, la terza città più nevosa del Paese. Deve il suo nome al missionario gesuita francese ed esploratore Jacques Marquette, vissuto nel XVII secolo.

## Origini

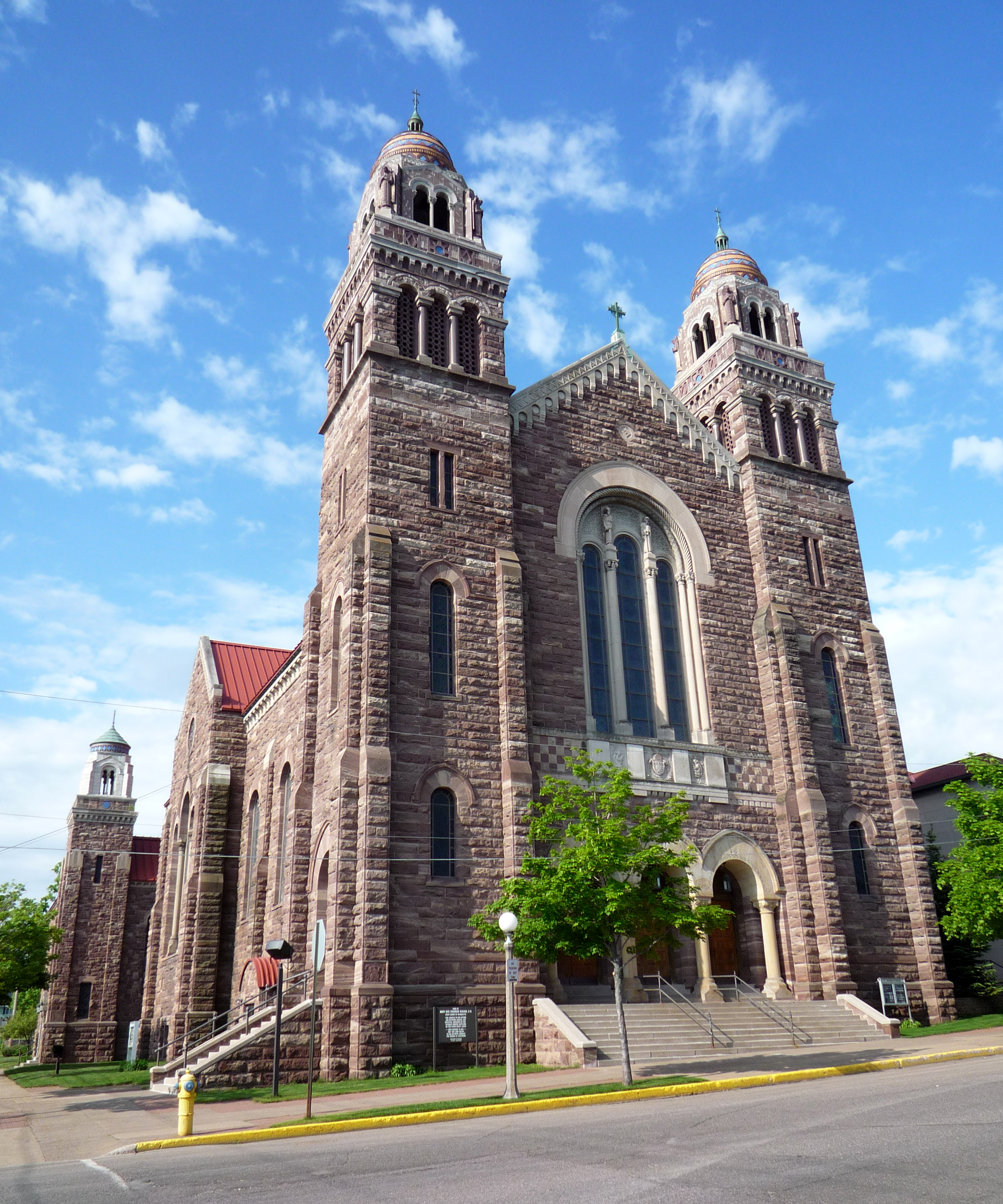
Cattedrale di San Pietro a Marquette

Il territorio circostante era noto ai missionari francesi fin dall'inizio del XVII secolo e dai cacciatori di pelli dall'inizio del XVIII, Lo sviluppo della zona iniziò però solo nel 1844, allorché William Burt e Jacob Houghton (fratello del geologo Douglass Houghton) scoprirono giacimenti di minerale ferroso presso il lago di Teal, ad ovest dell'attuale Marquette. L'anno successivo fu fondata la Jackson Mining Company, prima società mineraria organizzata nella regione.
Il 14 settembre 1849 fu fondato il villaggio di Marquette con la formazione di una seconda società mineraria, la Marquette Iron Company, che fu fondata da tre soci; Robert J. Graveraet, che aveva effettuato scavi nella zona alla ricerca di minerali di ferro, Edward Clark, agente per la Waterman A. Fisher di Worcester nel Massachusetts, e Amos Rogers Harlow. Il villaggio venne inizialmente chiamato New Worcester, ma il 21 agosto 1850 la sua denominazione venne cambiata in quella attuale. Nel 1871 ebbe il rango di città.
Negli anni 1850 Marquette venne collegata a numerose linee ferroviarie e divenne un importante centro di smistamento merci della Penisola superiore. Il primo dock per lo stoccaggio in vista dell'imbarco (o sbarco) di minerali di ferro fu progettato dal sindaco John Burt e costruito dalla Cleveland Iron Mining Company nel 1859. Nel 1862 la città contava già una popolazione di 1 600 abitanti ed una fiorente economia.
Nel tardo XIX secolo Marquette divenne nota a livello nazionale anche come ottimo luogo per vacanze estive, con i turisti che giungevano con navi a vapore sui Grandi Laghi e riempivano gli alberghi della città.
A sud della città la K. I. Sawyer Air Force Base fu un'importante base dell'Aeronautica Militare Americana durante gli anni della Guerra fredda, ed ospitava bombardieri strategici Boeing B-52 Stratofortress ed aerocisterne Boeing KC-135 Stratotanker dello Strategic Air Command, così come uno squadrone di caccia intercettori. La base venne chiusa nel settembre del 1995 ed ora è diventata un aeroporto civile internazionale, il Sawyer International Airport.
Marquette continua ad essere un importante porto per il trasporto dell'ematite e, oggi, per minerale di ferro arricchito in pellet dai vicini impianti di pelletizzazione: circa 7,9 milioni di tonnellate di minerale ferroso pellettizzato sono transitati dalla penisola del porto di Marquette nel 2005.
Il Venerabile Frederic Baraga, un missionario sloveno che divenne vescovo cattolico nel 1853 e che fu il primo vescovo della diocesi cattolica di Marquette dal 1853 al 1868, è sepolto nella Cattedrale cattolica di San Pietro a Marquette.

## Cinema e letteratura a Marquette

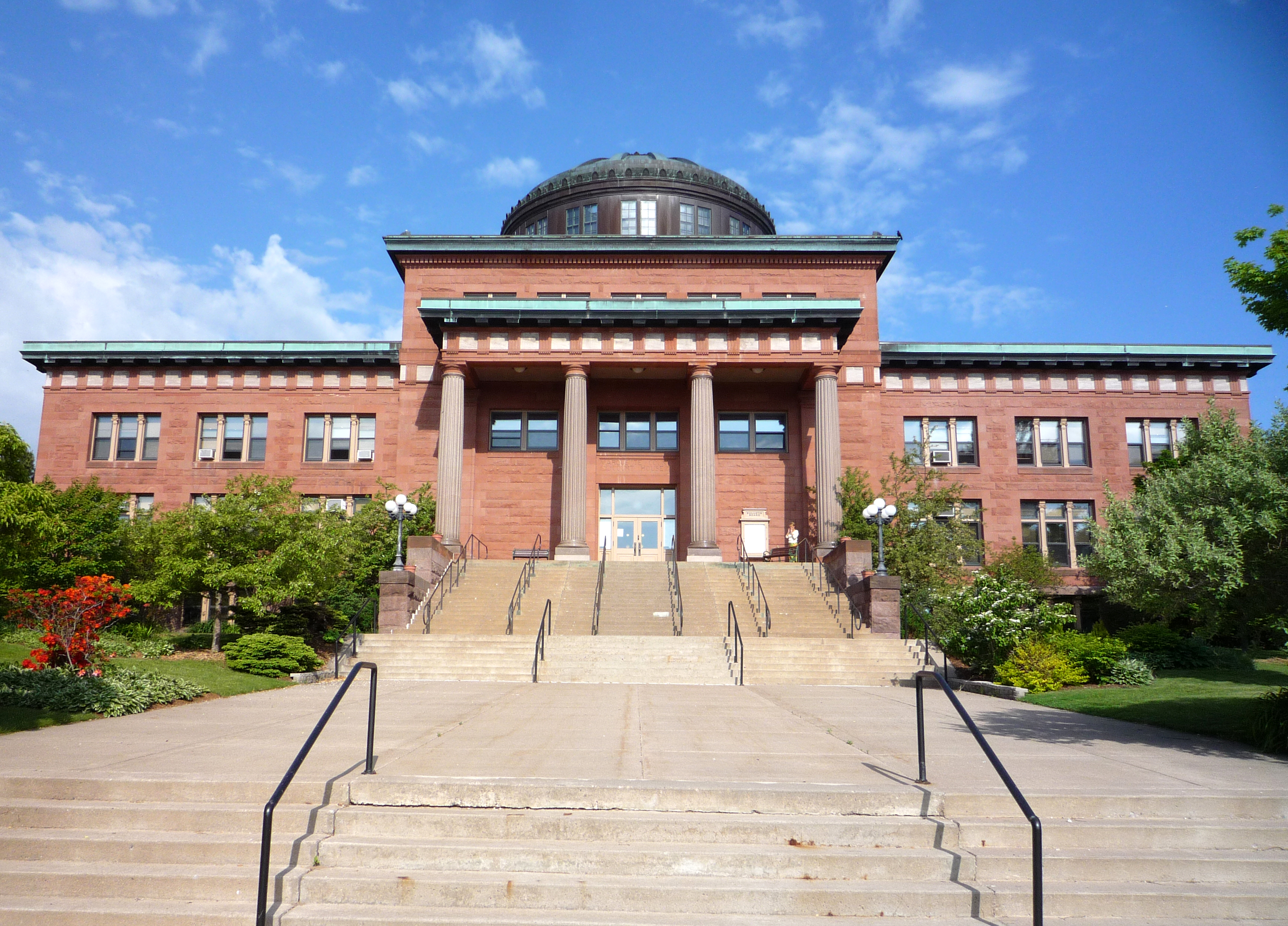
La sede della Contea di Marquette a Marquette utilizzata come tribunale nel film Anatomia di un omicidio.

- Lo scrittore John Voelker (pseudonimo: Robert Traver) ha ambientato i suoi romanzi Anatomia di un omicidio (dal quale il regista Otto Preminger ha tratto l'omonimo film del 1959) e Laughing Whitefish a Marquette. Anche la sua raccolta di racconti Danny and the Boys è ivi ambientata
- Lo scrittore e giornalista Philip Caputo ha ambientato il suo romanzo Indian Country nella Penisola superiore e vi si parla molto di Marquette
- Lo scrittore Jim Harrison, nel suo romanzo True North ha scelto come protagonista una famiglia di Marquette
- Lo scrittore Jeffrey Eugenides ha vinto nel 2003 il Premio Pulitzer per la narrativa con il suo romanzo Middlesex, ove si parla anche di Marquette
- Una buona parte del romanzo a fumetti di Craig Thompson, Blankets è ambientata a Marquette
- Marquette è il luogo ove si verificano numerosi atti investigativi-chiave del giallo The Sweater Letter di Dave Distel
- La serie televisiva Joe Pera Talks with You, scritta e interpretata dal comico statunitense Joe Pera, è ambientata a Marquette

## Immagini di Marquette

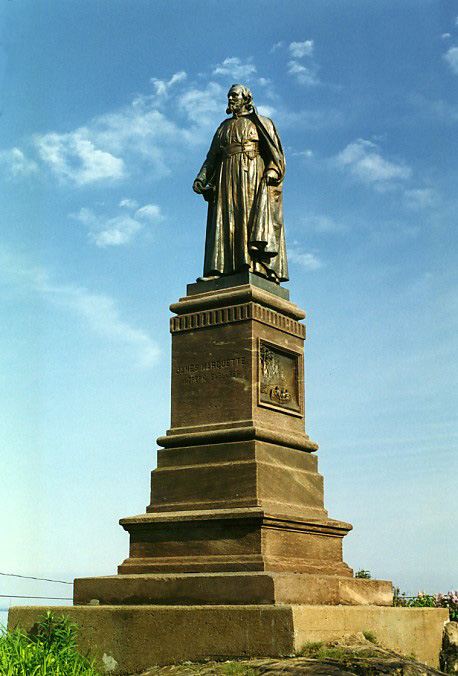
Statua di padre Jacques Marquette
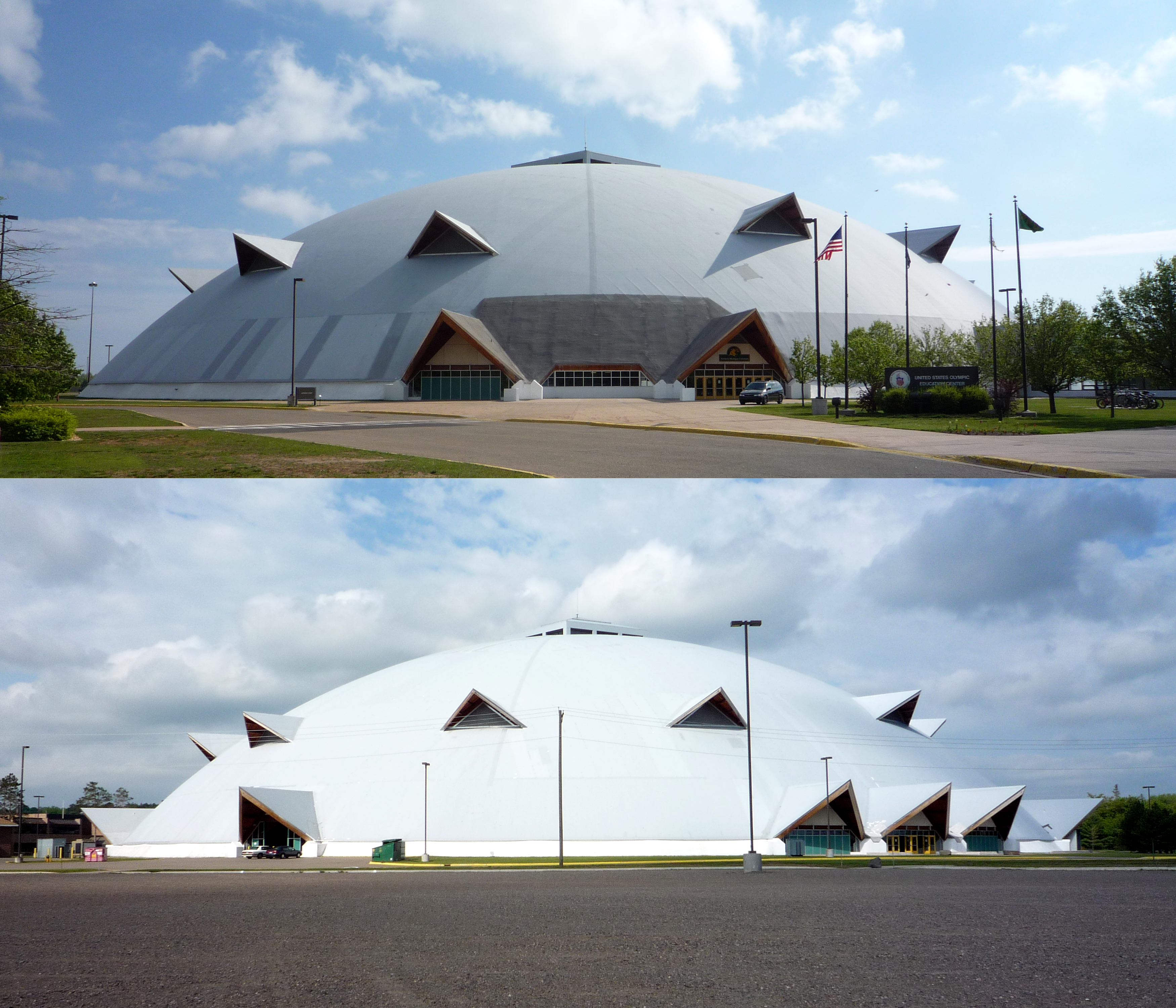
Il Superior Dome, sede di manifestazioni sportive
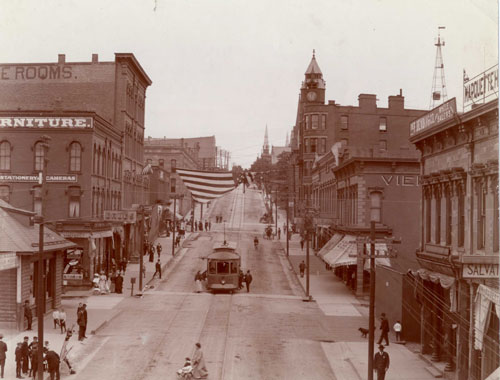
Front Street intorno al 1909. La torre dell'orologio della Marquette County Savings Bank (Cassa di risparmio della contea di Marquette) sullo sfondo esiste ancor oggi
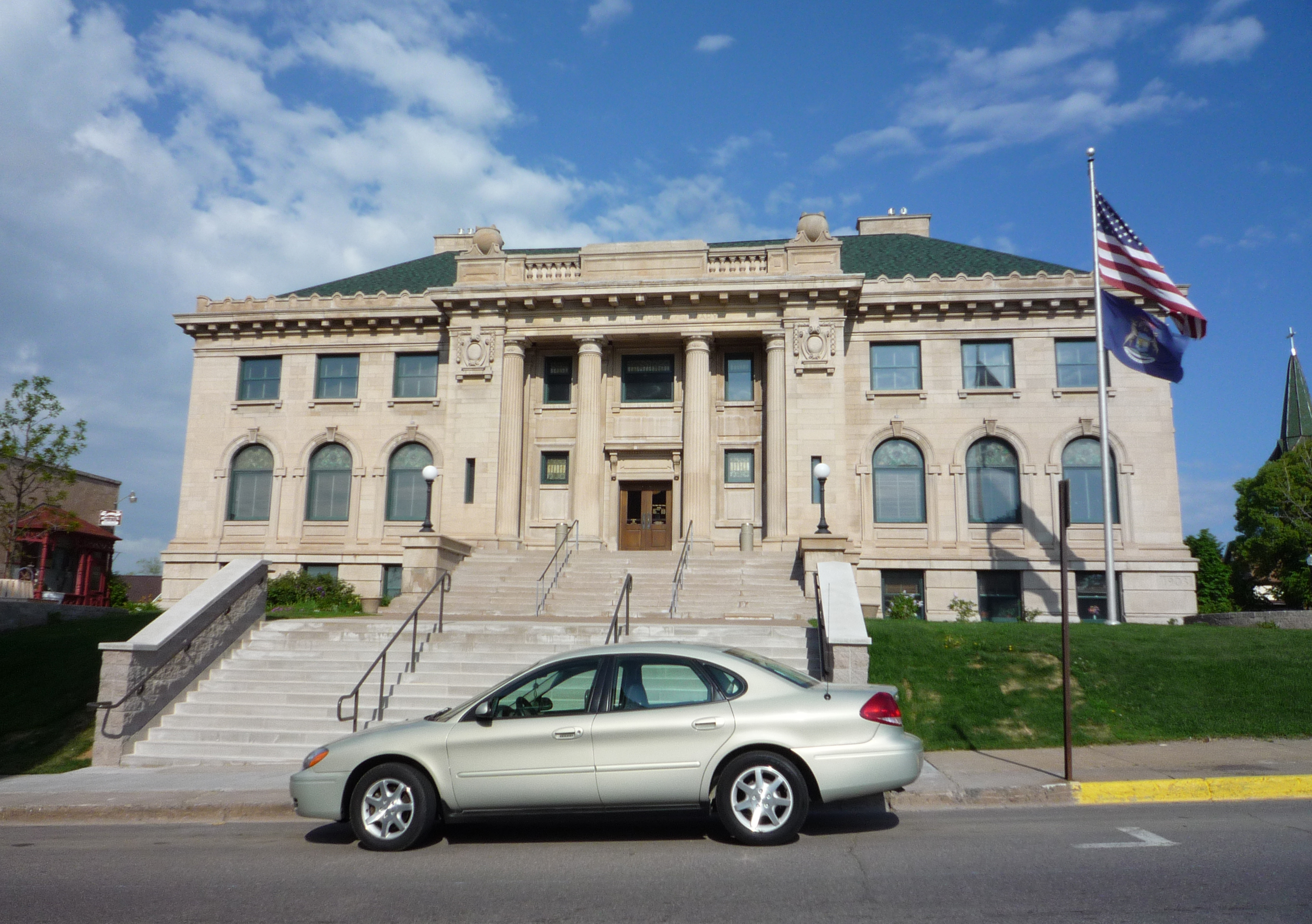
Biblioteca pubblica Peter White
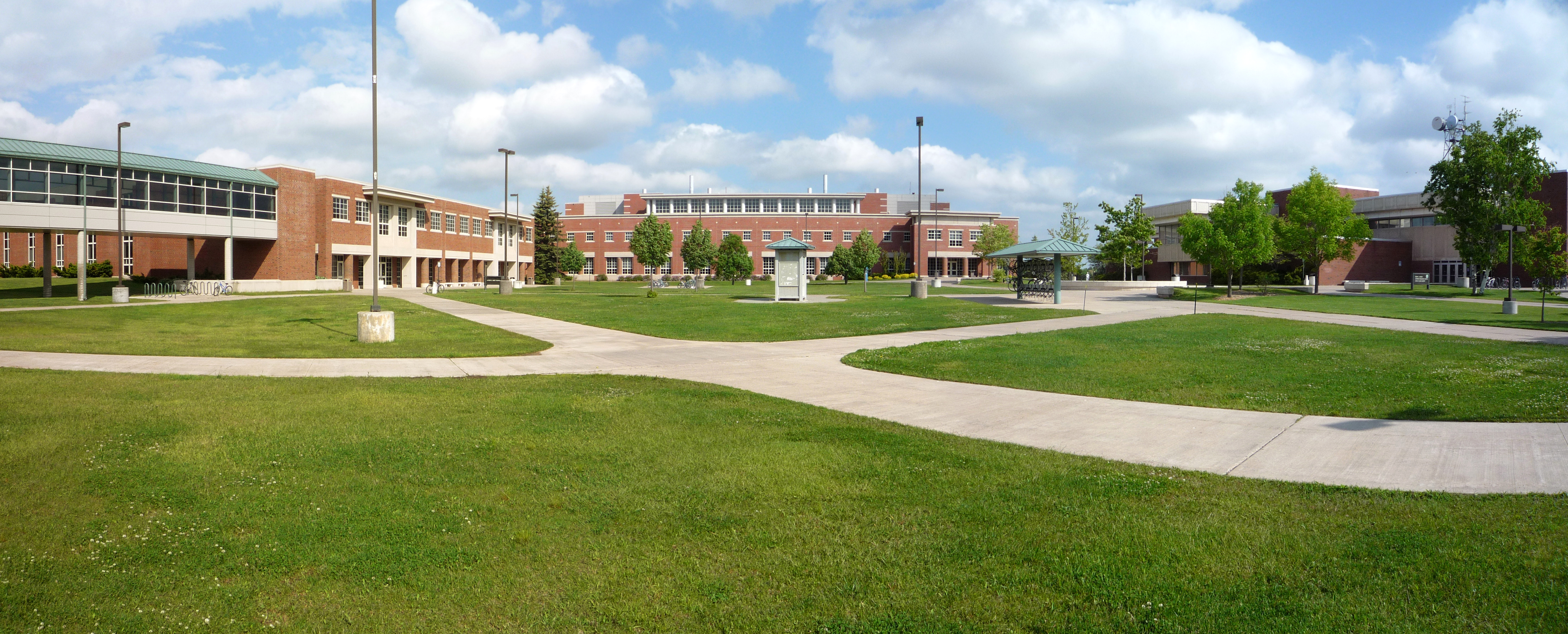
Università Northern Michigan
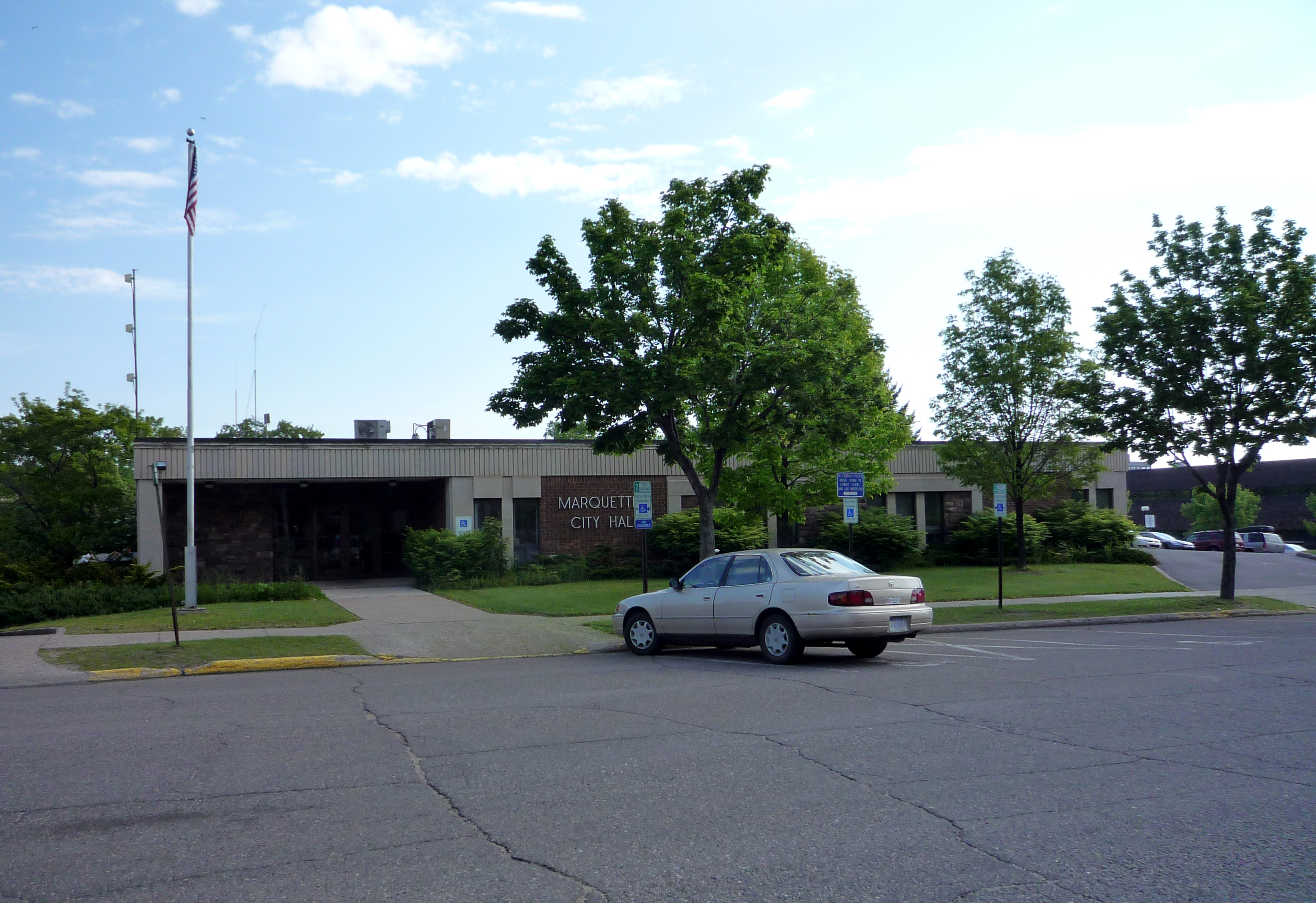
Municipio
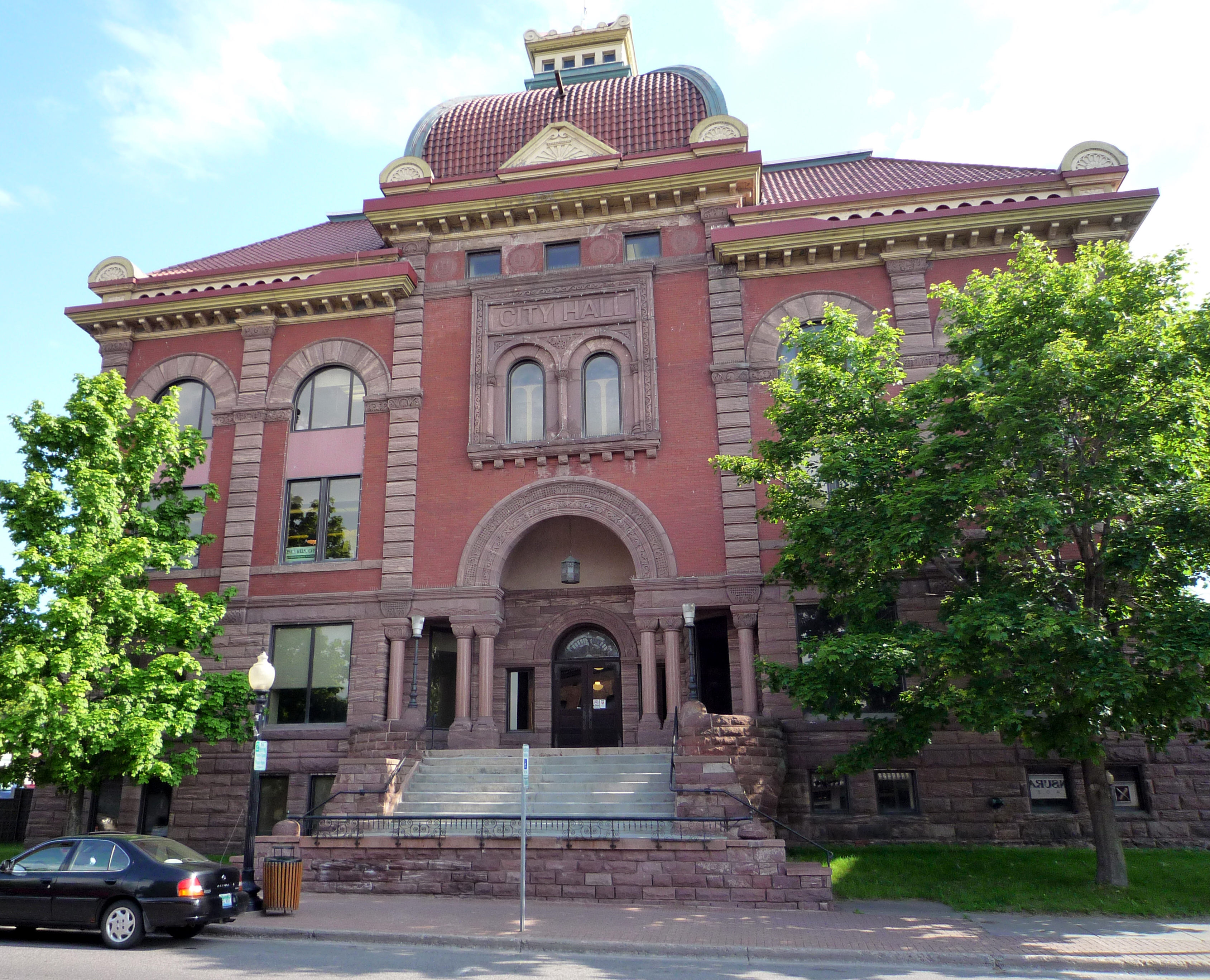
Edificio che ospitava anticamente il Municipio e che è iscritto nel National Register of Historic Places (Registro nazionale dei luoghi storici)
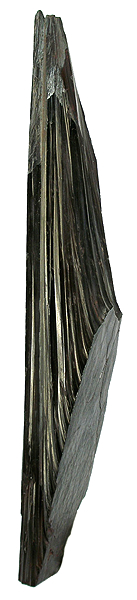
Vecchio campione di ematite ricavato dalle miniere intorno a Marquette